# Молочай семиреченский
Молочай семиреченский (лат. Euphorbia heptapotamica) — вид двудольных растений рода Молочай (Euphorbia) семейства Молочайные (Euphorbiaceae). Растение впервые описано российским ботаником Виталием Петровичем Голоскоковым в 1982 (1977?) году.

## Распространение, описание
Эндемик Казахстана.
Листья простые, без членения. Соцветие — зонтик, несёт цветки жёлтого цвета. Плод — коробочка либо многоорешек[прояснить]. Ядовито.